# Record di atletica leggera ai Giochi panamericani

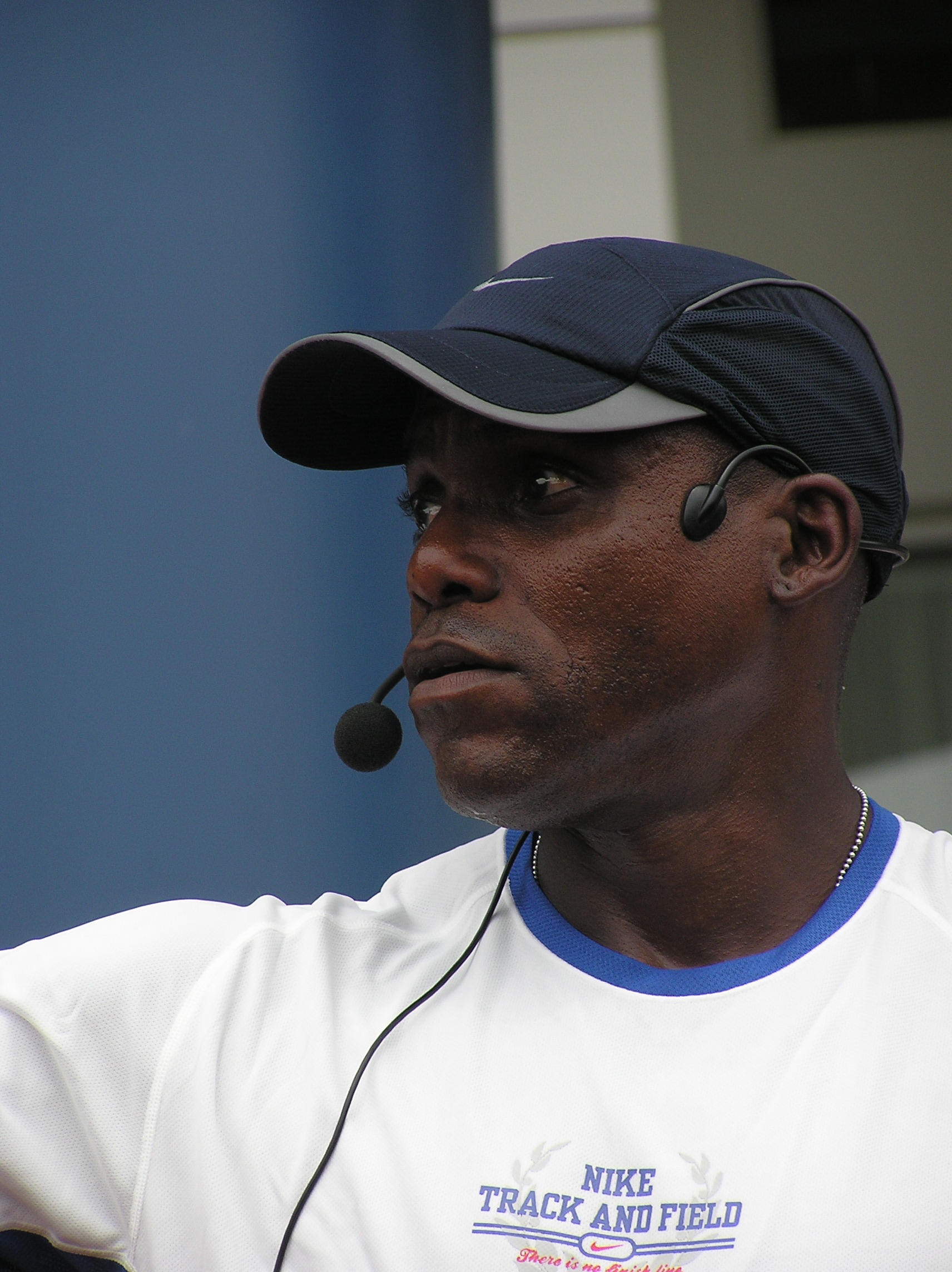
Carl Lewis detiene il record dei giochi nel salto in lungo dal 1987, quando a Indianapolis saltò 8,75 metri.

I Giochi panamericani sono un evento quadriennale che vide la sua prima edizione nel 1951. Le nazioni maggiormente rappresentate sono Cuba in campo femminile, con 8 primatiste donne e 3 tra gli uomini, e gli Stati Uniti, con 5 primatisti in campo maschile e 7 in campo femminile, Canada e Giamaica ne hanno 5 in totale.
Prima di Toronto 2015 il record più antico in campo maschile era quello di Don Quarrie nei 200 metri; realizzato nel 1971, battuto solo dopo 44 anni a Toronto. Al 2019 sono quindi rimasti come record più antichi quelli stabiliti a Città del Messico nel 1975 sui 400 m e nel salto triplo, che resteranno imbattuti almeno fino ai Giochi del 2023. In campo femminile due sono i record che prima dell'edizione del 2019 resistevano da 40 anni: quello della statunitense Evelyn Ashford sui 200 m e quello di Mary Decker sui 1500 m, entrambi realizzati a San Juan di Porto Rico. A Lima nel 2019 è stato battuto quello della Ashford ed è così rimasto quello della Decker sui 1500 m il più antico.
L'unica atleta detentrice di 2 record in differenti specialità è la cubana Ana Fidelia Quirot, che ai giochi di L'Avana 1991 stabilì i record di 400 e 800 metri.
Nella lista figurano diversi campioni olimpici del calibro di Don Quarrie, Carl Lewis, Javier Sotomayor, Anier García, Evelyn Ashford, Jackie Joyner-Kersee, Maritza Martén e Osleidys Menéndez, o campioni mondiali e medaglie olimpiche come João Carlos de Oliveira, Kim Collins, Mary Decker, Perdita Felicien, Mikele Barber, Daimí Pernía, Fabiana Murer, Yargelis Savigne, Yipsi Moreno e la stessa Quirot, vincitrice in due edizioni di 4 medaglie d'oro ai panamericani.
Le seguenti tabelle riportano i record di atletica leggera ai Giochi panamericani

## Maschili

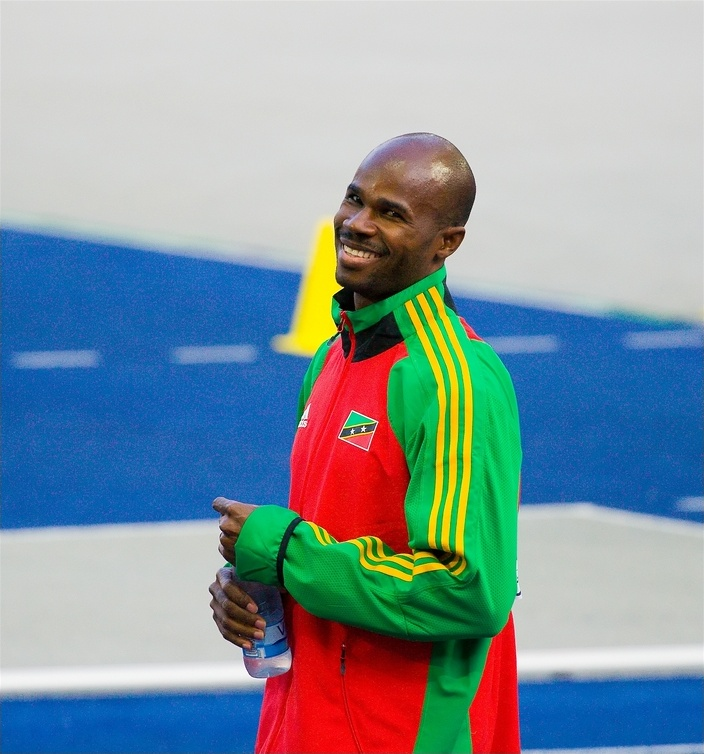
Kim Collins batté il record dei 100 metri in semifinale a Guadalajara 2011 fermando il cronometro su 10" netti, ma in finale fu sconfitto dal giamaicano Clarke

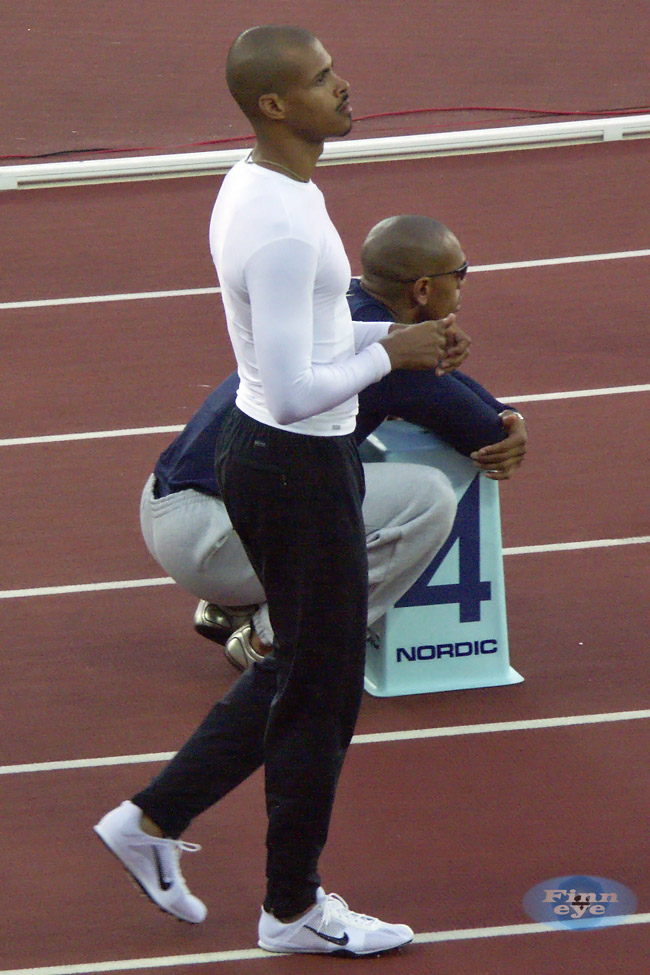
Félix Sánchez batté il record dei Giochi nel 2003, nell'edizione che si svolgeva nel suo paese, a Santo Domingo

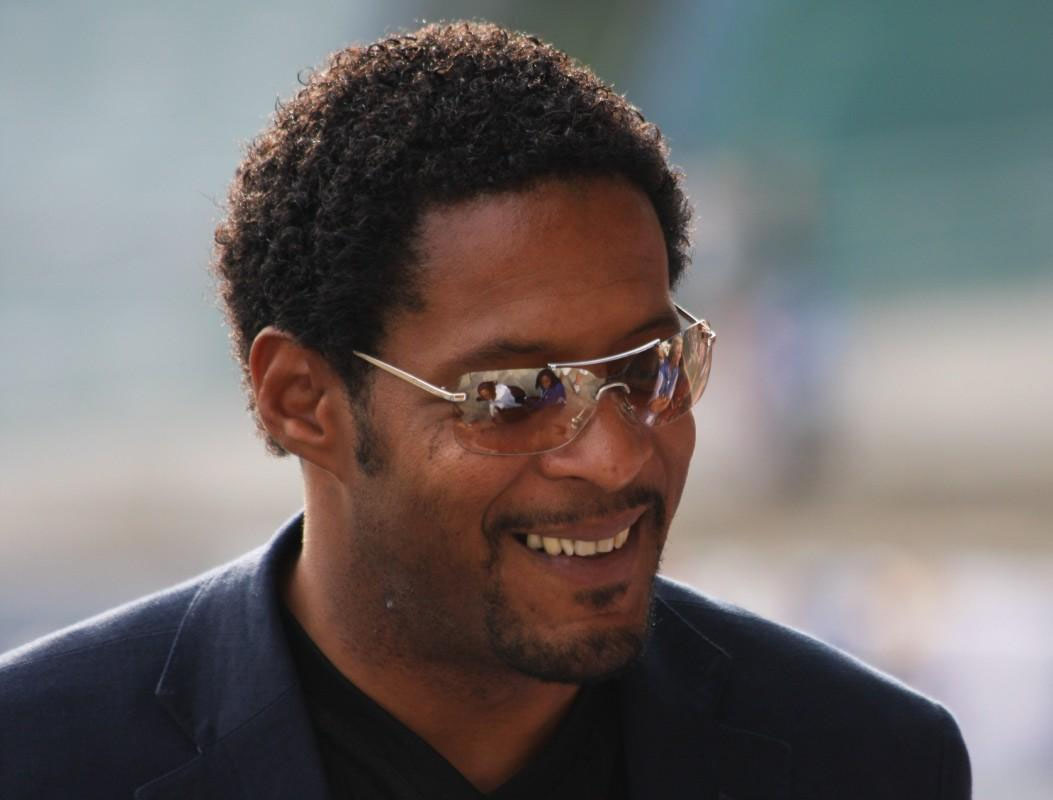
Javier Sotomayor detiene il record ai Panamericani dall'edizione del 1995 in Canada, quando saltò 2,40 m

Dati aggiornati al 7 novembre 2023
| Gara                   | Record                           | Atleta                                                       | Nazione             | Edizione dei giochi     | Note  |
| ---------------------- | -------------------------------- | ------------------------------------------------------------ | ------------------- | ----------------------- | ----- |
| 100 m                  | 10"00                            | Kim Collins                                                  | Saint Kitts e Nevis | Guadalajara 2011        | [ 2 ] |
| 200 m                  | 19"80                            | Rasheed Dwyer                                                | Giamaica            | Toronto 2015            |       |
| 400 m                  | 44.45                            | Ronnie Ray                                                   | Stati Uniti         | Città del Messico 1975  |       |
| 800 m                  | 1'44"25                          | Marco Arop                                                   | Canada              | Lima 2019               |       |
| 1500 m                 | 3'36"32                          | Hudson de Souza                                              | Brasile             | Rio de Janeiro 2007     |       |
| 5000 m                 | 13'25"60                         | Ed Moran                                                     | Stati Uniti         | Rio de Janeiro 2007     |       |
| 10000 m                | 28'08"74                         | José David Galván                                            | Messico             | Rio de Janeiro 2007     |       |
| Maratona               | 2h09'31"                         | Christian Pacheco                                            | Perù                | Lima 2019               | [ 3 ] |
| 110 m ostacoli         | 13"07                            | David Oliver                                                 | Stati Uniti         | Toronto 2015            |       |
| 400 m ostacoli         | 47"99                            | Omar Cisneros                                                | Cuba                | Guadalajara 2011        |       |
| 3000 siepi             | 8'14"41                          | Wander Moura                                                 | Brasile             | Mar del Plata 1995      |       |
| 4×100 metri            | 38"14                            | Chavaughn Walsh Daniel Bailey Cejhae Greene Miguel Francis   | Antigua e Barbuda   | Toronto 2015            |       |
| 4x400 metri            | 2'57"97                          | Davian Clarke Michael McDonald Danny McFarlane Greg Haughton | Giamaica            | Winnipeg 1999           |       |
| 20 km marcia           | 1h20'17"                         | Bernardo Segura                                              | Messico             | Winnipeg 1999           |       |
| 50 km marcia           | 3h47'55"                         | Carlos Mercenario                                            | Messico             | Mar del Plata 1995      |       |
| Salto in alto          | 2,40 m                           | Javier Sotomayor                                             | Cuba                | Mar del Plata 1995      |       |
| Salto in lungo         | 8,75 m                           | Carl Lewis                                                   | Stati Uniti         | Indianapolis 1987       |       |
| Salto con l'asta       | 5,80 m                           | Lázaro Borges                                                | Cuba                | Guadalajara 2011        |       |
| Salto con l'asta       | 5,80 m                           | Shawnacy Barber                                              | Canada              | Toronto 2015            | [ 4 ] |
| Salto triplo           | 17,89 m A                        | João Carlos de Oliveira                                      | Brasile             | Città del Messico 1975  |       |
| Getto del peso         | 22,07 m                          | Darlan Romani                                                | Brasile             | Lima 2019               |       |
| Lancio del disco       | 67,68 m                          | Fedrick Dacres                                               | Giamaica            | Lima 2019               |       |
| Lancio del martello    | 80,96 m                          | Ethan Katzberg                                               | Canada              | Santiago del Cile 2023  |       |
| Lancio del giavellotto | 87,31 m 84,16 m (prima del 1986) | Anderson Peters Duncan Atwood                                | Grenada Stati Uniti | Lima 2019 San Juan 1979 |       |
| Decathlon              | 8659 punti                       | Damian Warner                                                | Canada              | Toronto 2015            |       |

## Femminili

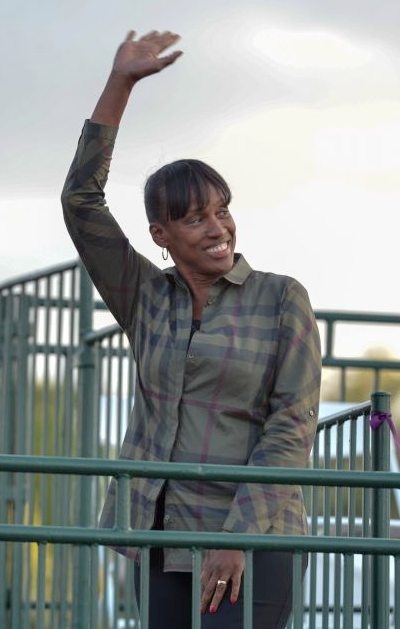
Jackie Joyner-Kersee nel 2014. La statunitense detiene il record da Indianapolis 1987, quando saltò 7,45 m, uguagliando il record mondiale di Heike Drechsler stabilito l'anno prima.

Dati aggiornati al 7 novembre 2023
| Gara                   | Record     | Atleta                                                          | Nazione     | Edizione dei giochi    | Note  |
| ---------------------- | ---------- | --------------------------------------------------------------- | ----------- | ---------------------- | ----- |
| 100 m                  | 10"92      | Barbara Pierre                                                  | Stati Uniti | Toronto 2015           |       |
| 200 m                  | 22"43      | Shelly-Ann Fraser-Pryce                                         | Giamaica    | Lima 2019              |       |
| 400 m                  | 49"61      | Ana Fidelia Quirot                                              | Cuba        | L'Avana 1991           |       |
| 800 m                  | 1'58"71    | Ana Fidelia Quirot                                              | Cuba        | L'Avana 1991           |       |
| 1500 m                 | 4'05"70    | Mary Decker                                                     | Stati Uniti | San Juan 1979          |       |
| 5000 m                 | 15'30"65   | Adriana Fernández                                               | Messico     | Santo Domingo 2003     |       |
| 10000 m                | 31'55"17   | Natasha Wodak                                                   | Canada      | Lima 2019              |       |
| Maratona               | 2h27'12"   | Citlali Cristian                                                | Messico     | Santiago del Cile 2023 | [ 6 ] |
| 100 m ostacoli         | 12"52      | Queen Harrison                                                  | Stati Uniti | Toronto 2015           |       |
| 400 m ostacoli         | 53"44      | Daimí Pernía                                                    | Cuba        | Winnipeg 1999          |       |
| 3000 siepi             | 9'41"45    | Belén Casetta                                                   | Argentina   | Santiago del Cile 2023 |       |
| 4×100 metri            | 42"58      | Barbara Pierre LaKeisha Lawson Morolake Akinosun Kaylin Whitney | Stati Uniti | Toronto 2015           |       |
| 4×400 metri            | 3'23"35    | Diane Dixon Rochelle Stevens Valerie Brisco-Hooks Denean Howard | Stati Uniti | Indianapolis 1987      |       |
| 20 km marcia           | 1h28'03"   | Sandra Arenas                                                   | Colombia    | Lima 2019              | [ 7 ] |
| 50 km marcia           | 4h11'12"   | Johana Ordóñez                                                  | Ecuador     | Lima 2019              |       |
| Salto in alto          | 1,96 m     | Coleen Sommer                                                   | Stati Uniti | Indianapolis 1987      |       |
| Salto in lungo         | 7,45 m     | Jackie Joyner-Kersee                                            | Stati Uniti | Indianapolis 1987      |       |
| Salto con l'asta       | 4,85 m     | Yarisley Silva                                                  | Cuba        | Toronto 2015           |       |
| Salto triplo           | 15,11 m    | Yulimar Rojas                                                   | Venezuela   | Lima 2019              |       |
| Getto del peso         | 19,55 m    | Danniel Thomas-Dodd                                             | Giamaica    | Lima 2019              |       |
| Lancio del disco       | 66,58 m    | Yaimé Pérez                                                     | Cuba        | Lima 2019              |       |
| Lancio del martello    | 75,62 m    | Yipsi Moreno                                                    | Cuba        | Guadalajara 2011       |       |
| Lancio del giavellotto | 65,85 m    | Osleidys Menéndez                                               | Cuba        | Winnipeg 1999          |       |
| Eptathlon              | 6332 punti | Yorgelis Rodríguez                                              | Cuba        | Toronto 2015           |       |

## Statistiche

### Totali
| Edizione | Numero di record battuti              |
| -------- | ------------------------------------- |
| 1955     | 22                                    |
| 1959     | 23                                    |
| 1963     | 17                                    |
| 1967     | 28                                    |
| 1971     | 25 (3 gare erano alla prima edizione) |
| 1975     | 22                                    |
| 1979     | 22                                    |
| 1983     | 13                                    |
| 1987     | 19                                    |
| 1991     | 7                                     |
| 1995     | 12                                    |
| 1999     | 14                                    |
| 2003     | 6                                     |
| 2007     | 13                                    |
| 2011     | 16                                    |
| 2015     | 14                                    |
| 2019     | 14                                    |
| 2023     | 3                                     |

| Paese               | Maschili | Femminili | Totali |
| ------------------- | -------- | --------- | ------ |
| Stati Uniti         | 4        | 7         | 11     |
| Cuba                | 3        | 8         | 11     |
| Canada              | 4        | 1         | 5      |
| Giamaica            | 3        | 2         | 5      |
| Brasile             | 4        | 0         | 4      |
| Messico             | 3        | 2         | 5      |
| Argentina           | 0        | 1         | 1      |
| Antigua e Barbuda   | 1        | 0         | 1      |
| Colombia            | 0        | 1         | 1      |
| Ecuador             | 0        | 1         | 1      |
| Grenada             | 1        | 0         | 1      |
| Perù                | 1        | 0         | 1      |
| Saint Kitts e Nevis | 1        | 0         | 1      |
| Venezuela           | 0        | 1         | 1      |
| Totale              | 25       | 24        | 49     |

## Record in gare non più disputate

### Maschili
| Gara                       | Record  | Atleta       | Nazione     | Edizione dei giochi | Note |
| -------------------------- | ------- | ------------ | ----------- | ------------------- | ---- |
| Marcia 10000 metri (pista) | 50'26"8 | Henry Laskau | Stati Uniti | Buenos Aires 1951   |      |

### Femminili
| Gara                   | Record     | Atleta           | Nazione     | Edizione dei giochi | Note |
| ---------------------- | ---------- | ---------------- | ----------- | ------------------- | ---- |
| 60 m                   | 7"4        | Isabelle Daniels | Stati Uniti | Chicago             |      |
| 3000 m                 | 9'06"75    | Mary Knisely     | Stati Uniti | Indianapolis 1987   |      |
| Marcia 10000 m (pista) | 46'31"93   | Graciela Mendoza | Messico     | Mar del Plata 1995  |      |
| 80 m ostacoli          | 10"83      | Cherrie Sherrard | Stati Uniti | Winnipeg 1967       |      |
| Pentathlon             | 4860 punti | Pat Winslow      | Stati Uniti | Winnipeg 1967       |      |